# Воля-Вежбовська
Воля-Вежбовська (пол. Wola Wierzbowska) — село в Польщі, у гміні Опіноґура-Ґурна Цехановського повіту Мазовецького воєводства.
Населення — 189 осіб (2011).
У 1975-1998 роках село належало до Цехановського воєводства.

## Демографія
Демографічна структура станом на 31 березня 2011 року:
|          | Загалом | Допрацездатний вік | Працездатний вік | Постпрацездатний вік |
| -------- | ------- | ------------------ | ---------------- | -------------------- |
| Чоловіки | 100     | 18                 | 71               | 11                   |
| Жінки    | 89      | 15                 | 52               | 22                   |
| Разом    | 189     | 33                 | 123              | 33                   |